# Foetorepus phasis
Foetorepus phasis är en fiskart som först beskrevs av Günther, 1880.  Foetorepus phasis ingår i släktet Foetorepus och familjen sjökocksfiskar. Inga underarter finns listade i Catalogue of Life.